# آلن اونگار
آلن اونگار (به انگلیسی: Allan Ungar) کارگردان، تهیه‌کننده و فیلمنامه‌نویس اهل کانادا است.
وقتی اونگار ۲۳ ساله بود، برای نوشتن و کارگردانی اولین فیلم بلندش طعم انتقام، یک درام، رزمی با بازی مایکل بین، اندرسون سیلوا، کریستوف سوزینسکی و مارتین کووا استخدام شد. این فیلم را در ۲۷ می ۲۰۱۴ منتشر شد.

## آثارکارگردانی
- طعم انتقام (۲۰۱۴-نویسنده و کارگردان)
- تنگنا (۲۰۱۵-نویسنده و کارگردان)
- صدا (۲۰۱۵-تهیه‌کننده)
- آنچارتد: فیلم لایو اکشن هوادار (۲۰۱۸-کارگردان و نویسنده)
- دریای سیاه (۲۰۱۸-کارگردان… نام او در فیلم ذکر نشده)
- راهزن (۲۰۲۲-کارگردان و تهیه‌کننده)